# Lappula korshinskyi
Lappula korshinskyi är en strävbladig växtart som beskrevs av Mikhail Grigoríevič Popov. Lappula korshinskyi ingår i släktet piggfrön, och familjen strävbladiga växter. Inga underarter finns listade i Catalogue of Life.